# تاریخ جنگ جهانی دوم
تاریخ جنگ جهانی دوم کتابی از محمد نخجوان است که در سال ۱۳۳۹ منتشر و برندهٔ جایزه کتاب سال سلطنتی شد.